# Wynki
Wynki (niem. Wönicken) – wieś w Polsce położona w województwie warmińsko-mazurskim, w powiecie ostródzkim, w gminie Łukta, nad jeziorem Łoby. 
W latach 1975–1998 miejscowość administracyjnie należała do województwa olsztyńskiego.